# 약이개 습지

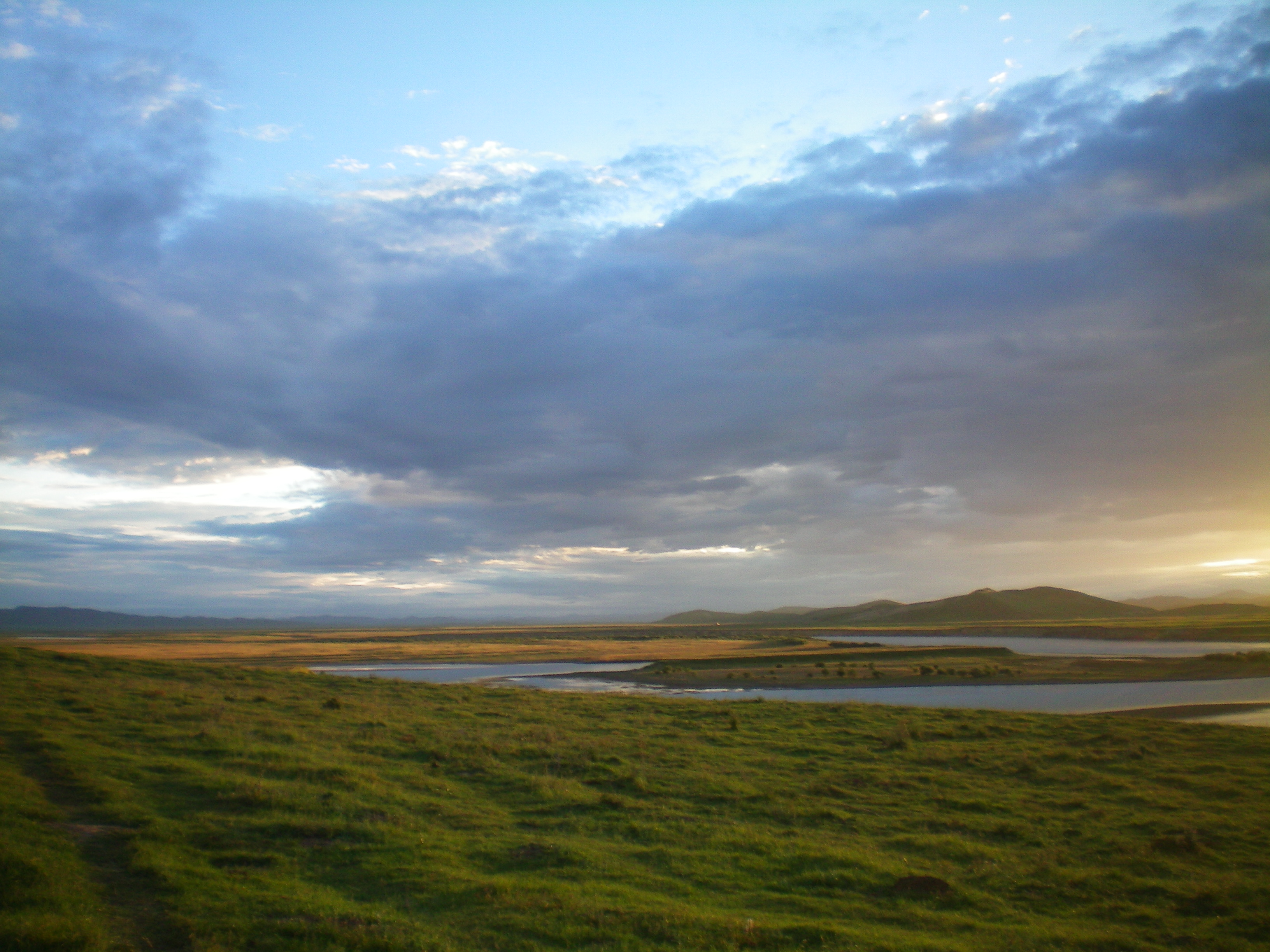

약이개 습지(중국어 간체자: 若尔盖湿地, 병음: Ruò'ěrgài Shīdì)는 티베트고원 동부에 위치한 대규모 소택이다. 세계에서 가장 큰 고고도 소택지다. 습지 대부분이 쓰촨성 북부에 위치하지만 간쑤성 남부와 칭하이성 남동부까지 뻗어 있다.